# Amanda Seyfried
Amanda Michelle Seyfried (født 3. december 1985) er en amerikansk skuespillerinde og singer-songwriter. Hun begyndte sin karriere som børnemodel, da hun var 11 år gammel, og påbegyndte sin skuespillerkarriere som 15-årig med ukrediterede roller og siden hen tilbagevendende roller i serier som As the World Turns og All My Children.
Seyfried havde sin filmdebut i 2004 i filmen Mean Girls. Hendes efterfølgende roller var i selvstændige film, såsom Nine Lives (2005) og Alpha Dog (2006) og i tv-serien Veronica Mars (2004–2006). Efter at have haft en længerevarende medvirken i tv-serien Big Love, fik Seyfried sit gennembrud med rollen i musicalfilmen fra 2008, Mamma Mia!. Andre optrædener inkluderer roller i Jennifer's Body (2009), Chloe (2009), Dear John (2010), Letters to Juliet (2010), Red Riding Hood (2011) og In Time (2011). I 2012 spillede hun Cosette i Les Misérables og i 2013 spillede hun Linda Lovelace i filmbiografien Lovelace, og i 2018 havde hun igen hovedrollen i Mamma Mia! Here We Go Again.

## Biografi

### Opvækst
Seyfried blev født i Allentown, Lehigh County, Pennsylvania den 3. december, 1985, som datter til Ann (née Sander), en ergoterapeut og Jack, en farmaceut. Hun har ligeledes en ældre søster, Jennifer Seyfried, som er musiker i det philadeltiske rockband, Love City.
Hun er desuden af tysk afstamning. Seyfried dimitterede i 2003 fra Allentown's William Allen High School.